# Patof découvre un ovni
 (mars 2025).
Motif : Absence de sources
- Archive Wikiwix
- Bing
- Cairn
- DuckDuckGo
- E. Universalis
- Gallica
- Google
- G. Books
- G. News
- G. Scholar
- Persée
- Qwant
- (zh) Baidu
- (ru) Yandex
- (wd) trouver des œuvres sur Wikidata

| 1. | Préciser le motif de la pose du bandeau. | Précisez le motif de la pose du bandeau en utilisant la syntaxe suivante : {{admissibilité à vérifier\|date=mars 2025\|motif=remplacez ce texte par le motif}}                              |
| 2. | Informer les utilisateurs concernés.     | Pensez à avertir le créateur de l'article, par exemple, en insérant le code ci-dessous sur sa page de discussion : {{subst:avertissement admissibilité à vérifier\|Patof découvre un ovni}} |

 (mars 2023).
Si vous disposez d'ouvrages ou d'articles de référence ou si vous connaissez des sites web de qualité traitant du thème abordé ici, merci de compléter l'article en donnant les références utiles à sa vérifiabilité et en les liant à la section « Notes et références ».
Patof découvre un ovni est le premier album de la série de bande dessinée Patof, créée par Gilbert Chénier (scénario) et Georges Boka (dessin). 
L'album a été publié le 15 octobre 1973.

## Synopsis
Dans cette première aventure, nous suivons Patof lors de sa course matinale habituelle dans les bois. Cependant, un orage éclate soudainement, le poussant à se réfugier dans un mystérieux château. Là-bas, il fait la découverte d'un ovni qui le transporte à travers le monde. Au cours de son voyage, il fera notamment la connaissance de Coaticook et de sa femme Maitatuc au pays des esquimaux, ainsi que de Baboulin au pays des coupeurs de têtes... Que d'aventures passionnantes pour nos jeunes amis!